# Hilda Cameron
Hilda May Cameron-Young, kanadska atletinja, * 14. avgust 1912, Toronto, Kanada, † 24. april 2001, Toronto.
Nastopila je na olimpijskih igrah leta 1936, kjer je osvojila bronasto medaljo v štafeti 4x100 m, v teku na 100 m je izpadla v prvem krogu.